# Elaphria discisigma
Elaphria discisigma là một loài bướm đêm trong họ Noctuidae.